# Jean III du Palatinat
Jean du Palatinat (Johann von der Pfalz), né le 7 mai 1488 à Heidelberg et mort le 3 février 1538, est prince-évêque administrateur de Ratisbonne de 1507 à 1538.

## Biographie
Jean III descend de la Maison des Wittelsbach. Son père, Philippe l'Ingénu, est électeur palatin, sa mère, Marguerite de Bavière, est la fille de Louis IX de Bavière. parmi ses frères, l'on compte Georges du Palatinat, prince-évêque de Spire, et Henri du Palatinat, prince-évêque de Worms, d'Utrecht et de Freising et prévôt d'Ellwangen.

## Prince-évêque de Ratisbonne
Jean est destiné dès son enfance à l'état ecclésiastique, mais il ne reçoit qu'une formation religieuse très réduite. Il est plus doué en tant qu'administrateur des biens matériels de cette principauté épiscopale, et ne voulant pas recevoir les ordres majeurs, il n'accède pas à la prêtrise, mais seulement aux ordres mineurs.
Il a agi comme médiateur dans les troubles à Ratisbonne de 1511 à 1513. La raison de ce soulèvement était due à la nomination de Sigmund von Rohrbach en tant que gouverneur impérial. Dans une Ratisbonne économiquement troublée, ce poste apparaît aux citoyens comme un moyen d'enrichir les favoris impériaux ; de plus le gouverneur est souvent absent et les décisions en faveur de la ville tardent à être prises. L'empereur Maximilien Ier décerne ce poste au chevalier Thomas Fuchs von Schneeberg. Le soulèvement de la ville conduit à la formation d'un conseil issu des rangs de la bourgeoisie, qui annonce mener des enquêtes, tentant en fait de se venger des fonctionnaires nommés par l'empereur. La révolte s'apaise lorsqu'un remaniement plus conservateur se produit au sein du Conseil des bourgeois de la ville et une commission impériale punit finalement les meneurs des troubles.
Jean III s'est opposé aux juifs de Ratisbonne qui jouissaient d'une certaine popularité au sein de la bourgeoisie de la ville grâce à leurs qualités de prêteurs et de négociants. Jean III a souvent porté devant son tribunal des litiges de nature financière par le biais de prêts d'argent à des taux usuraires. L'empereur Maximilien Ier réprimande à ce sujet Jean à plusieurs reprises dans des lettres, afin de limiter les hostilités. Mais à la mort de l'empereur en 1519,  la synagogue de Ratisbonne est démolie et les juifs demandent à quitter la ville. Jean III fait construire une église de pèlerinage et prend en charge l'administration de ce pèlerinage qui rapporte de belles sommes.

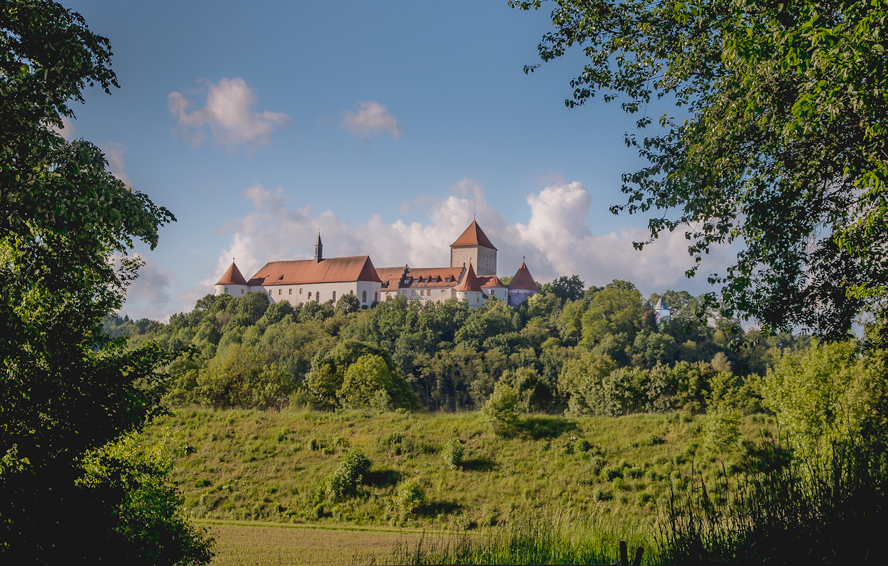
Château de Wörth an der Donau dont une grande partie est construite à la commande de Jean III.

Bientôt un nouveau point de discorde apparaît à propos des prélèvements fiscaux du clergé, que l'évêque réclamait principalement pour lui-même et contestait contre la ville ou les princes du diocèse. Les signes de la Réforme se sont manifestés dans de nombreux événements individuels, comme le mouvement anabaptiste lié au sort de Balthasar Hubmaier, qui  
a été condamné à être brûlé à Vienne. Le diocèse perd le doyenné de Wunsiedel dont le souverain, le margrave Georges le Pieux, qui rencontre Luther en 1524, passe au protestantisme et se permet de convoquer le clergé local, de le juger en fonction de sa loyauté à son égard et de son attitude vis-à-vis de la nouvelle foi dont il se fait le premier défenseur. Il emprisonne les plus récalcitrants et retire ses revenus au clergé. Le chanoine Melchior von Sparneck offre un autre exemple des bouleversements de cette époque. 
Trois ans avant sa mort, l'évêque négocie avec ses frères Louis V et Frédéric II, puis avec le chapitre de la cathédrale, pour un successeur précoce, un comte palatin encore mineur; mais le chapitre de la cathédrale refuse sa démission et ses demandes de pension, car les chanoines craignaient de perdre définitivement la principauté épiscopale au profit du Palatinat. À la fin de son mandat d'administrateur, Jean III laisse une dette de 30 000 florins. Après sa mort, le chapitre élit Pancrace de Sinzenhofen pour lui succéder, ce qui s'avère un piètre choix.

## Source de la traduction
- (de) Cet article est partiellement ou en totalité issu de l’article de Wikipédia en allemand intitulé « Johann von der Pfalz » (voir la liste des auteurs).